# Восточная равнина
Восто́чная равни́на — подлёдная равнина в юго-восточной части Восточной Антарктиды, расположенная между горными хребтами на берегах Дюфека и Шеклтона и подлёдными горами Гамбурцева.
Большая часть ложа ледника в этом районе находится ниже уровня моря. Местами поверхность равнины поднимается выше 200 м. Толщина ледникового покрова над ней составляет 3000—3500 м.
Равнина была обнаружена в 1964 году в ходе 9-й советской антарктической экспедиции.